# Sektorenmodell

Sektorenmodell nach Hoyt

Das Sektorenmodell von Homer Hoyt (1895–1984), einem Schüler des Soziologen Ernest Burgess, entstand 1939 und lehnte das veraltete konzentrische Ringmodell als Erklärungsansatz zur Stadtentwicklung ab. Sein Modell basiert auf der Analyse der Mietpreisstruktur in 29 amerikanischen Städten und geht dabei vor allem auf die Lage der statushohen Wohngebiete ein. Die Ergebnisse seiner Untersuchung waren, dass sich die Lage dieser Wohngebiete zwischen 1900 und 1936 zur Peripherie hin verschoben hat. Ihre Ausdehnung erfolgt nach Hoyt entlang der Verkehrswege, die einen schnellen Transport ins Umland und/oder in die Wohngegenden der statushöchsten Bevölkerung ermöglichen. Im Gegensatz zu Burgess führt Hoyt an, dass die Stadtentwicklung vor allem von der Verlagerung der Wohnstandorte der sozial besser gestellten Bevölkerungsgruppen abhängt. Außerdem geht Hoyt davon aus, dass das Verlassen einer Wohngegend durch eine Bevölkerungsgruppe den Zuzug der nächstniedrigeren Bevölkerungsgruppe in dieses Gebiet hervorruft. Demnach gliedern sich Städte in homogene Sektoren mit ähnlichen bis gleichen sozialen Bevölkerungsgruppen. 
Allerdings ist auch Hoyts Modell kulturspezifisch geprägt und stellt lediglich die innere Struktur der US-amerikanischen Stadt der dreißiger Jahre dar.
Als letztes der drei klassischen Stadtentwicklungsmodelle stellen Chauncy Harris und Edward Ullman im Jahr 1945 ihr Mehrkernemodell vor, das versucht, die grundlegenden Schwächen seiner beiden Vorgänger zu lösen.